# Добродол (језеро)
Добродол је језеро смештено североисточно од истоименог села. Од Београда је удаљено око 50 километара. Настало је 1988. године изградњом бране на Банковачком потоку дужине 206 и висине 14 метара. Језеро захвата површину од 45 хектара, док му запремина износи 1.550.000 кубних метара. Обале језера су обрасле багремом, па су тешко присупачне. У близини језера Добродол налазе се православна црква Преображења Господњег и римокатоличка црква Светог Стјепана у Шатринцима, као и мала римокатоличка црква у Дорбинцима.